# Chengmai
Chengmai léase Chéng-Mái (en chino:澄迈县, pinyin: Chéng mài xiàn) es uno de los cuatro condados bajo la administración directa de la provincia de Hainan. Se ubica al sur de la República Popular China. El condado tiene una población de aproximadamente 590 000 habitantes, con un área de tierra de 2076 kilómetros cuadrados y un área de mar de 1100 kilómetros cuadrados.

## Administración
El  condado autónomo de Chengmai se divide en 11 poblados.